# Hercostomus parvulus
Hercostomus parvulus är en tvåvingeart som beskrevs av Octave Parent 1928. Hercostomus parvulus ingår i släktet Hercostomus och familjen styltflugor. Inga underarter finns listade i Catalogue of Life.